# 曹灿
曹灿（1932年—2020年1月8日），原名曹紫阳，男，江苏南通（一作南京）人，中国话剧表演艺术家，一级演员。